# ムラサキツユクサ属
ムラサキツユクサ属（ムラサキツユクサぞく、学名：Tradescantia）とはツユクサ科の属の1つで、75種が認められる。別名はトラデスカンティア属。多年生の草本で、原産はカナダ南部からアルゼンチン北部にかけての新大陸で、西インド諸島にも分布する。17世紀にヨーロッパに園芸植物として伝わり、現在では世界各地で見られ、野生化していることもある。
ムラサキツユクサ属は、天候にもよるが、多くは花を朝に咲かせ昼にしおれる。地上部はノハカタカラクサのように這うものもあるが、ムラサキツユクサのように立ち上がって30-60ｃｍになることもあり、自然では森林や開けた場所で1個体ずつまたは群落になる。
細胞遺伝学的には、染色体の数と構造の進化の点で関心が持たれている。経済的には、園芸植物の他、雑草として農業の邪魔になる。また、環境中の変異原に対する指標生物として用いられることもある。
属名のトラデスカンティアは、タイプ種のムラサキツユクサの原産地であるアメリカ東部ヴァージニアから多くの植物をもたらしたイギリスのジョン・トラデスカントへの献名である。

## 特徴
多年生草本で、這うものや立ち上がるものがあり、立ち上がるものは30-60ｃｍに達する。葉は長く、肉質で、剣状から披針形、長さ3-45ｃｍと種によって幅がある。花は青が多いが、白、ピンク、紫もあり、花弁は3枚、葯は黄色く6本あるが、稀に奇形をつくる。汁は粘性があり、透明。

## 主な種
ムラサキツユクサ（T. ohiensis）
鑑賞用によく栽培されている。花期は6月から9月頃。原産地は北アメリカ東部。理科教育で、雄しべの毛が原形質流動の観察に用いられる。
オオムラサキツユクサ（T. virginiana）

トキワツユクサ（T. fluminensis）
帰化植物として野生化している。斑入り種は、観葉植物として栽培される。
T. albiflora
観葉植物として栽培される。
ムラサキゴテン（T. pallida, 'Purpurea' ）

シマムラサキツユクサ（T. zebrina）
観葉植物としてよく栽培されている。原産地はメキシコ。縦に縞の入った葉が特徴。
ビロードツユクサ（T. sillamontana）
メキシコ原産で、全草が白い毛状のものに覆われている。乾燥に強く、赤やピンクの花を咲かせる。

## 人間とのかかわり

### 園芸
ムラサキツユクサ属は、ヨーロッパや北米では観賞用植物として人気がある。温帯の種は野外の園芸植物、ムラサキオモトやシマムラサキツユクサなど熱帯の種は観葉植物として栽培される。
北アメリカでは分布域の重複する地域でムラサキツユクサ、オオムラサキツユクサ、T.subaspera が自然に交雑し、ムラサキツユクサに近い品種のほとんどがこの種間雑種Tradescantia ×andersoniana に由来する。

### 雑草
温暖な地域では、観葉植物として栽培されるムラサキゴテン、ムラサキオモト、シマムラサキツユクサなどが逸出して野生化している。ノハカタカラクサは茎の破片から容易に再生するため、アメリカやオーストラリア、ニュージーランドで雑草化しており、日本でも局所的に見られる。

### 毒性
ムラサキツユクサ属の一部は、犬や猫などの皮膚に対してアレルギーを引き起こすことがある。原因となる種にはムラサキゴテン、ムラサキオモト、ノハカタカラクサなどがある。

### 利用
オオムラサキツユクサはアメリカ先住民によって食用され、また腹痛などに対しても用いられた。
また、雄しべの毛の細胞が青色の場合、ガンマ線などの放射線によってピンク色に変わるため、1970年代から1980年代にかけては微量放射線と突然変異の研究が多くおこなわれた。環境中の放射線レベルを評価するのに用いられたことがある。実際に原発周辺で実施された研究結果では、放出量の変化はムラサキツユクサが突然変異をする値よりも極めて低く評価指標として使用できないと報告された。